# Heinrich Thies (Sprachforscher)
Heinrich Thies (* 1938 in Westerrönfeld; † 10. Juli 2023) war ein Interessenvertreter für die niederdeutsche Sprache und niederdeutsche Sprachpolitik.

## Engagement
Heinrich Thies wuchs in einer niederdeutschen Familie und Nachbarschaft in Westerrönfeld auf. In Vereinen und Gremien trat er für den Erhalt und die Pflege der niederdeutschen Sprache ein.
Er gründete mit Freunden den Heimat- und Bürgerverein Glinde. Lange Jahre gehörte er dem Vorstand an und war auch mehrere Jahre dessen Vorsitzender. Der Verein war eine Basis für plattdeutsche Veranstaltungen, ein zweisprachiges Heimat- und Mühlenmuseum in Glinde sowie ein erfolgreiches Engagement zur Aufnahme von Niederdeutsch in die Schleswig-Holsteinische Landesverfassung und die Europäische Sprachencharta.
Die Fehrs-Gilde, die sich bisher mit niederdeutscher Literatur befasste, baute er nach der Übernahme des Vorsitzes, den er 10 Jahre innehatte, zu einer Gesellschaft für niederdeutsche Sprache, Literatur und Sprachpolitik aus.
Im Aufgabengebiet „niederdeutsche Sprache“ hat Heinrich Thies – zusammen mit Heinrich Kahl – das Kleine Plattdeutsche Wörterbuch von Johannes Saß zum bestbeurteilten und bestverkauften Platt-Wörterbuch „der neue SASS“ erweitert. Daneben stellte er „den kleinen SASS“. Dabei ging es ihm auch um den Sprachausbau. Ferner hat er die Gebrauchsgrammatik SASS Plattdeutsche Grammatik in einer Buch- und Netzausgabe verfasst. Sie wurde schnell als Standardwerk akzeptiert. Schließlich erarbeitete er in einer Buch- und Netzausgabe eine komplette Darstellung der SASS'schen Schreibregeln.
In den Aufgabenbereich „niederdeutsche Sprachpolitik“ gehört das Bemühen, die Rahmenbedingungen für das Niederdeutsche zu verbessern, insbesondere auf die Erfüllung der Verpflichtungen der Politik aus der Europäischen Charta der Regional- oder Minderheitensprachen hinzuwirken. In diesem Sinne arbeitete er auch im Beirat des Instituts für niederdeutsche Sprache mit und war er Mitarbeiter im Ausschuss für Niederdeutsch und Friesisch des Schleswig-Holsteinischen Heimatbundes. Er hat das Grundsatzpapier Zukunft Plattdeutsch des Heimatbundes mit erarbeitet, ferner die Möglichkeit erreicht, zweisprachige Ortsschilder in Schleswig-Holstein und Hamburg aufzustellen.
Der Wahlspruch von Heinrich Thies lautet: „Plattdüütsch is en Stück noorddüütsche Kultur. Un Kultur smitt man nich weg, man heegt un pleegt ehr!“
Heinrich Thies starb am 10. Juli 2023 im Alter von 85 Jahren nach langer und schwerer Krankheit.

## Schriften
- Schleswig-Holstein. Land twüschen Heven und See. Wachholtz, Neumünster 2007, ISBN 978-3-529-05340-5.
- Der neue SASS. Plattdeutsches Wörterbuch. Plattdeutsch-Hochdeutsch/Hochdeutsch-Plattdeutsch. 6. Auflage. Wachholtz, Neumünster 2011, ISBN 978-3-529-03000-0.
- Der kleine SASS. Plattdeutsches Wörterbuch. Plattdeutsch-Hochdeutsch/Hochdeutsch-Plattdeutsch. 1. Auflage. Wachholtz, Neumünster 2013, ISBN 978-3-529-03103-8.
- SASS Plattdeutsche Grammatik. Formen und Funktionen. 2. Auflage. Wachholtz, Neumünster 2011, ISBN 978-3-529-03200-4.
- SASS Plattdeutsche Grammatik. Formen und Funktionen. Netzausgabe 2014
- SASS Plattdeutsche Rechtschreibung. Sonderausgabe 10/2014 der Blätter der Fehrs-Gilde, Glinde 2014.
- SASS Plattdeutsche Rechtschreibung. Netzausgabe 2015

## Auszeichnungen
- Ehrenvorsitz der Fehrs-Gilde
- Ehrenmitgliedschaft des Heimat- und Bürgervereins Glinde
- Ehrenurkunde der Stadt Glinde
- Bergedorfer Bürgerpreis
- Ehrennadel des Kreises Stormarn
- Ehrennadel des Landes Schleswig-Holstein
- Goldene Ehrennadel des Schleswig-Holsteinischen Heimatbundes
- Bundesverdienstkreuz am Bande
- Quickborn-Preis[6]